# 1903
1903 (MCMIII) je bilo navadno leto, ki se je po gregorijanskem koledarju začelo na četrtek.

## Dogodki
- 23. februar - Kuba prepusti zaliv Guantánamo Združenim državam Amerike v najem za trajno.
- 5. marec - Nemško cesarstvo in Osmansko cesarstvo podpišeta sporazum o gradnji železniške povezave med Konstantinoplom in Bagdadom.
- 4. maj - vodja revolucionarjev Makedonskih Bolgarov Goce Delčev je ubit v spopadu s turško vojsko.
- 24. maj - dirka med Parizom in Madridom, zadnja avtomobilistična dirka od mesta do mesta, je prekinjena po prvi etapi zaradi številnih smrtnih nesreč.
- 11. junij - skupina prorusko usmerjenih častnikov pod vodstvom Dragutina Dimitrijevića umori srbskega kralja Aleksandra I. in njegovo ženo Drago Mašin.
- 1. – 21. julij - prvi Tour de France se konča z zmago Mauricea Garina.
- 2. avgust - izbruhne ilindenska vstaja Makedoncev proti osmanski oblasti.
- 4. avgust - Papež Pij X. nasledi Leona XIII. kot 257. papež.
- 10. avgust - v požaru na pariški podzemni železnici umre 84 ljudi.
- 29. september - Prusija postane prva dežela, ki zahteva vozniško dovoljenje za upravljanje z motornimi vozili.
- 3. november - Panama postane neodvisna država
- 17. november - Socialdemokratska delavska stranka Rusije razpade na boljševike in manjševike.
- 12. december - britanska odprava v Tibet: britanske sile pod vodstvom Francisa  Younghusbanda po propadlih pogajanjih izvedejo pokol nad bistveno slabše oboroženimi Tibetanci pri Chumik Shenku.
- 17. december - Orville Wright izvede z letalom Wright Flyer prvi kontroliran polet motornega zračnega plovila, težjega od zraka.
- 30. december - v požaru v chicaškem gledališču Iroquois umre več kot 600 ljudi.

## Rojstva
- 12. januar - Igor Vasiljevič Kurčatov, ruski fizik († 1960)
- 27. januar - John Carew Eccles, avstralski nevrofiziolog, nobelovec († 1997)
- 22. februar - Frank Plumpton Ramsey, britanski matematik († 1930)
- 24. februar - Vladimir Bartol, slovenski pisatelj († 1967)
- 24. marec - Adolf Butenandt, nemški biokemik, nobelovec († 1995)
- 6. april - Črtomir Nagode, slovenski geograf in politik († 1947)
- 12. april - Jan Tinbergen, nizozemski ekonomist, nobelovec († 1994)
- 19. april - Eliot Ness, ameriški preiskovalec († 1957)
- 25. april - Andrej Nikolajevič Kolmogorov, ruski matematik († 1987)
- 29. april - Nikolaj Ivanovič Krilov, ruski general († 1972)
- 2. maj - Giulio Natta, italijanski fizik, nobelovec († 1979)
- 3. maj - Bing Crosby, ameriški pevec († 1977)
- 8. maj - Fernand Joseph Désiré Contandin - Fernandel, francoski gledališki in filmski igralec ter komik († 1971)
- 29. maj - Bob Hope, ameriški komik in igralec († 2003)
- 6. junij - Aram Iljič Hačaturjan, armenski skladatelj († 1978)
- 14. junij - Alonzo Church, ameriški matematik in logik († 1995)
- 25. junij - George Orwell (Eric Arthur Blair), britanski novinar in pisatelj († 1950)
- 2. julij - Olaf V., norveški kralj († 1991)
- 6. julij - Hugo Theorell, švedski biokemik, nobelovec († 1982)
- 26. julij - Franjo Dominko, slovenski fizik in astronom († 1987)
- 3. avgust - Habib Bourguiba, tunizijski politik († 2000)
- 7. avgust - Louis Leakey, britanski arheolog († 1972)
- 28. avgust - Bruno Bettelheim, avstrijski psiholog († 1990)
- 11. september - Theodor W. Adorno, nemški sociolog, filozof in muzikolog († 1969)
- 6. oktober - Ernest Thomas Sinton Walton, irski fizik, nobelovec († 1995)
- 22. oktober - George Wells Beadle, ameriški genetik, nobelovec († 1989)
- 28. oktober - Evelyn Waugh, angleški častnik, diplomat in pisatelj († 1966)
- 7. november - Konrad Lorenz, avstrijski zoolog - etolog in ornitolog, nobelovec († 1989)
- 27. november - Lars Onsager,  norveško-ameriški fizik in kemik, nobelovec († 1976)
- 5. december - Cecil Frank Powell, angleški fizik, nobelovec († 1969)
- 22. december - Haldan Keffer Hartline, ameriški fiziolog, nobelovec († 1983)
- 28. december - John von Neumann, madžarsko-ameriški matematik († 1957)

## Smrti
- 1. februar - George Gabriel Stokes, irski matematik in fizik (* 1819)
- 22. februar - Hugo Wolf, slovensko-avstrijski skladatelj (* 1860)
- 5. marec - Gaston Paris, francoski pisatelj in filolog (* 1939)
- 28. april - Josiah Willard Gibbs, ameriški fizikalni kemik in matematik (* 1839)
- 3. maj - Simon Rutar, slovenski zgodovinar in geograf (* 1851)
- 8. maj - Paul Gauguin, francoski slikar (* 1848)
- 9. maj - Eugène Henri Paul Gauguin, francoski slikar (* 1848)
- 2. junij - Andrew Ainslie Common, angleški astronom (* 1841)
- 11. junij - Aleksander I. Obrenović, srbski kralj (* 1876)
- 14. junij - Karl Gegenbaur, nemški anatom (* 1826)
- 21. junij - Henri Alexis Brialmont, belgijski inženir (* 1821)
- 10. julij - Camille Pissarro, francoski slikar (* 1830)
- 20. julij - Papež Leon XIII. (* 1810)
- 4. oktober - Otto Weininger, avstrijski filozof (* 1880)
- 13. november - Camille Pissarro, francoski slikar (* 1830)
- 8. december - Herbert Spencer, angleški sociolog in filozof (* 1820)

## Nobelove nagrade
- Fizika - Antoine Henri Becquerel, Pierre Curie, Marie Curie
- Kemija - Svante August Arrhenius
- Fiziologija ali medicina - Niels Ryberg Finsen
- Književnost - Bjørnstjerne Bjørnson
- Mir - William Randal Cremer